# Ly-Fontaine
Ly-Fontaine település Franciaországban, Aisne megyében. Lakosainak száma 118 fő (2022. január 1.). Ly-Fontaine Benay, Gibercourt, Hinacourt, Remigny és Vendeuil községekkel határos.

## Népesség
A település népességének változása:
| Lakosok száma | 83   | 77   | 72   | 104  | 132  | 124  | 121  | 118  | 118  | 118  |
|               | 1968 | 1982 | 1990 | 2006 | 2013 | 2015 | 2017 | 2019 | 2020 | 2022 |